# Antonov An-148

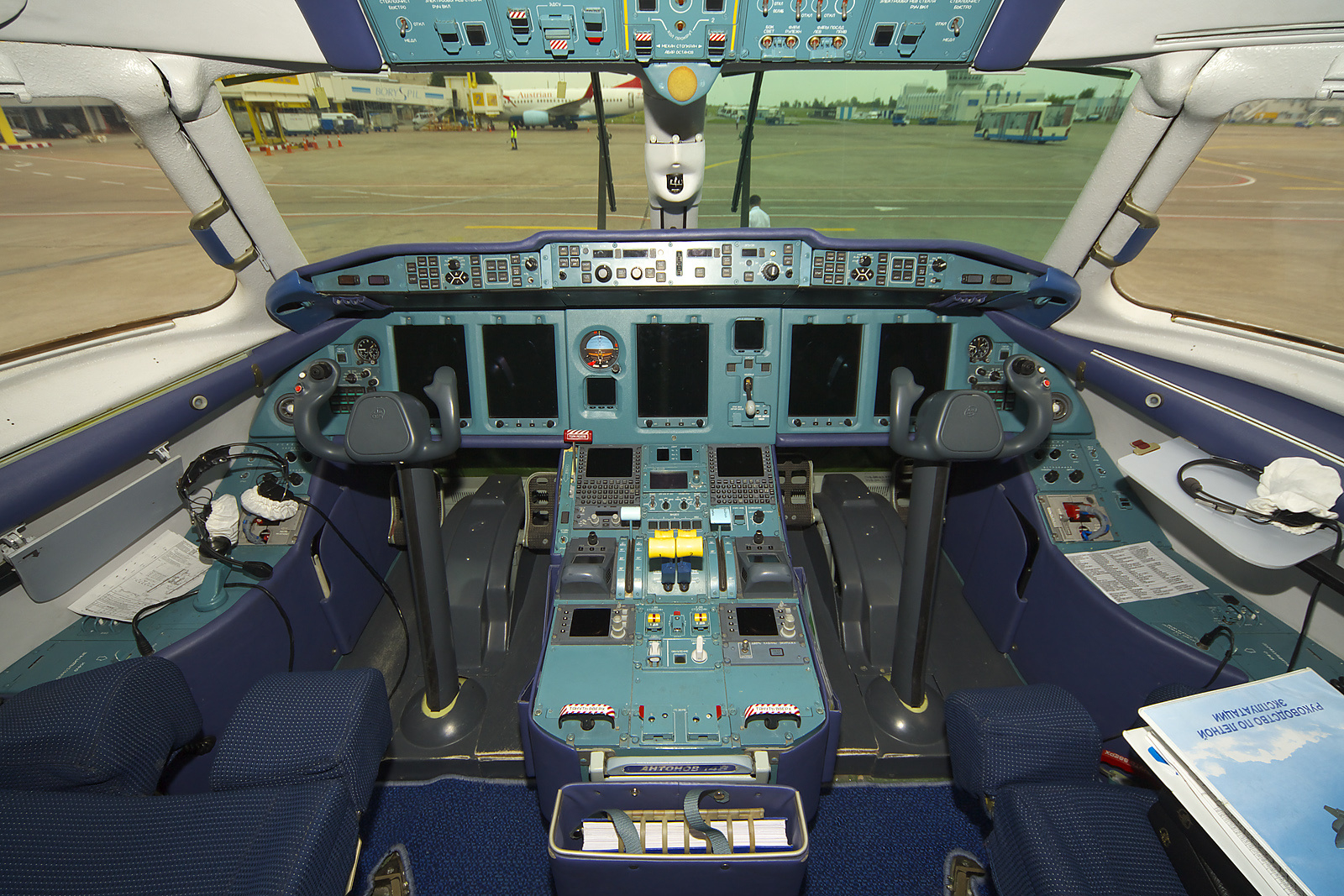
Il cockpit di un Antonov An-148.

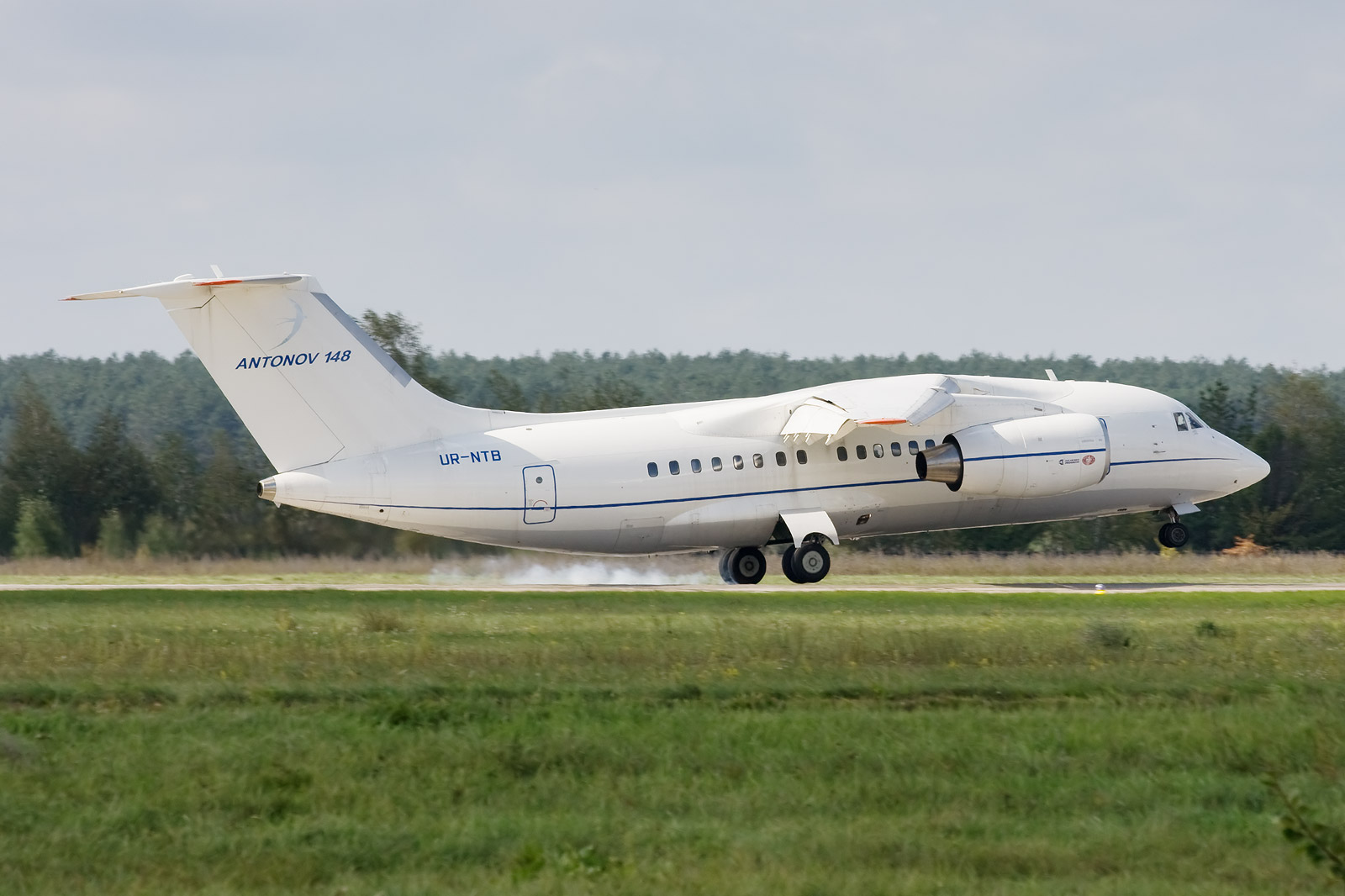
Antonov An-148 in fase di atterraggio.

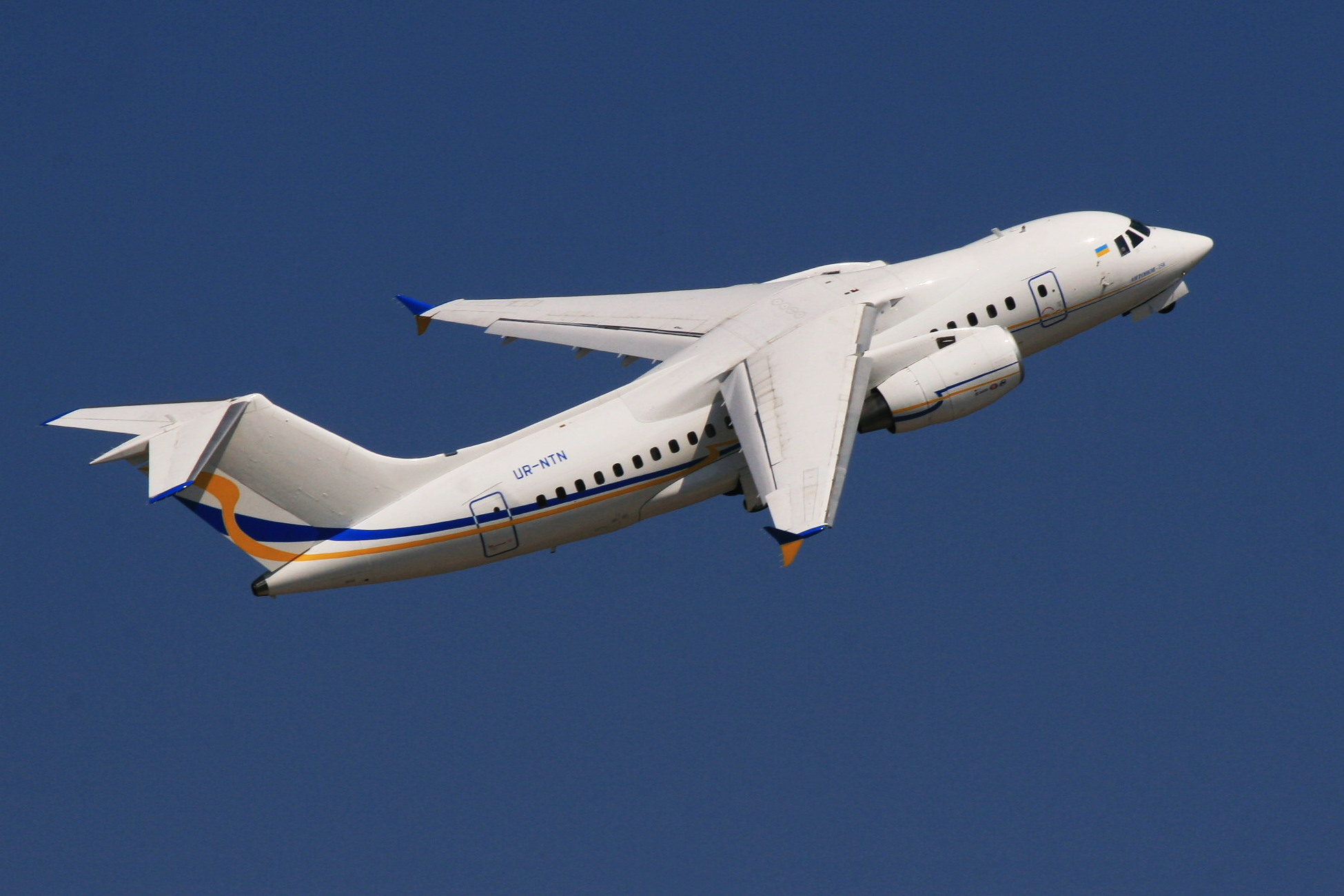
Antonov An-158 in fase di decollo.

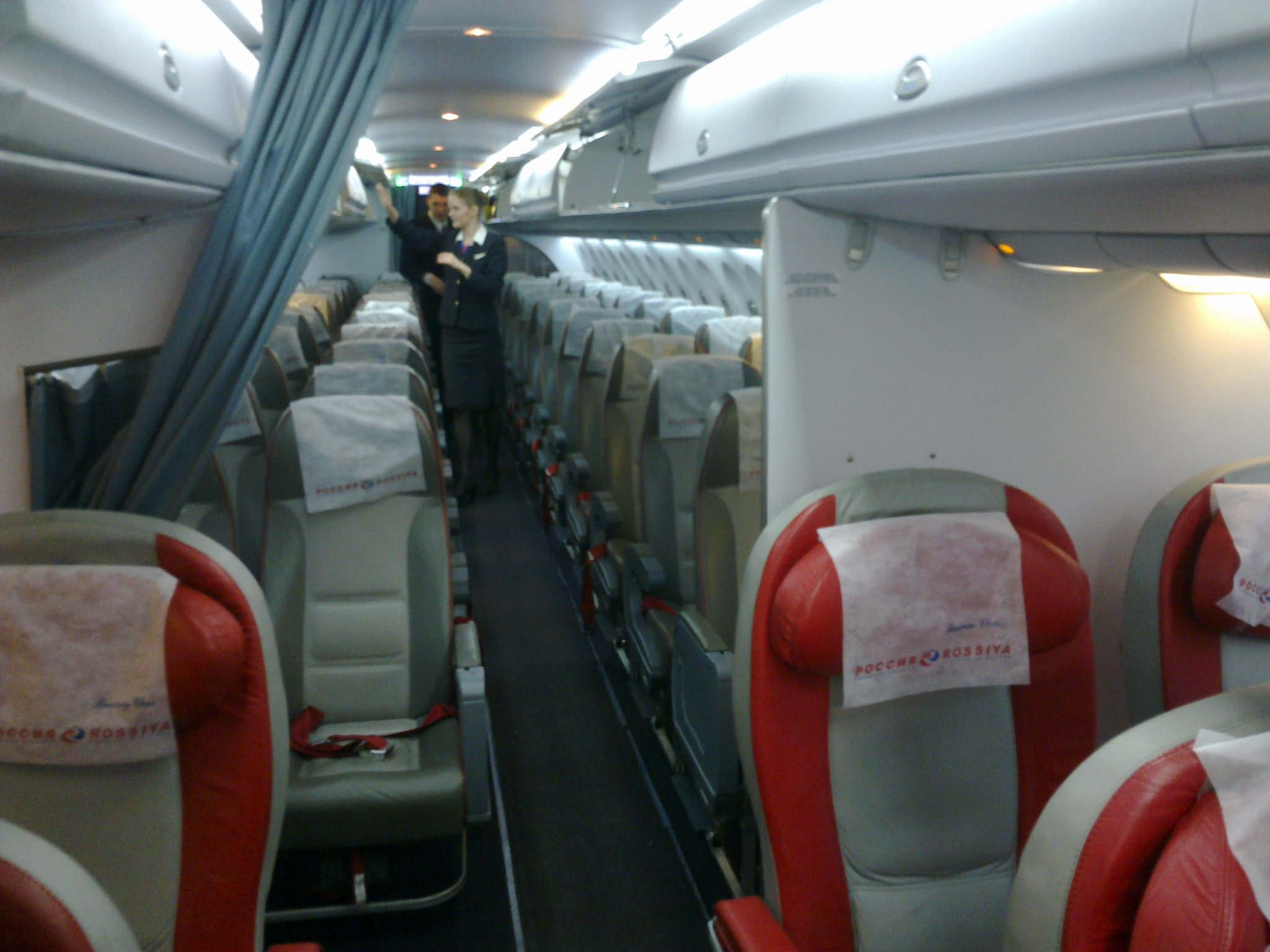
Due classi (economica, business) del An-148 della Rossija Airlines.

L'Antonov An-148 (in caratteri cirillici Антонов Ан-148) è un aereo di linea bimotore a getto ad ala alta di nuova generazione progettato dall'azienda ucraina OKB Antonov negli anni duemila.
L'An-148 è stato concepito per sostituire la flotta dei vecchi Antonov An-24, Tupolev Tu-134 e Yakovlev Yak-42 nelle rotte di corto-medio raggio.

## Storia

### Sviluppo
Verso la fine degli anni novanta ci si rese conto che il parco volante operativo nei paesi dell'ex blocco sovietico cominciava a risentire del peso degli anni, sia dal punto di vista progettuale che dal lavoro svolto. La disponibilità di tecnologia estera fornì l'occasione di progettare un nuovo velivolo che potesse essere concorrenziale con le aziende mondiali che già operavano nel settore occidentale. L'ufficio di progettazione (OKB) Antonov riuscì quindi a presentare un velivolo che univa le esperienze dei precedenti progetti e un salto qualitativo tecnologico che portarono alla realizzazione dell'An-148.
Nel settembre 2004 venne firmato un accordo tra Antonov, il lessor russo Ilyushin Finance Company e gli impianti di Kiev, Charkiv e Voronež con il quale le aziende si impegnavano a cooperare nello sviluppo, nella produzione, nelle vendite e nel supporto tecnico. Nel 2005 Antonov concesse la produzione su licenza dell'An-148 alla VASO di Voronež.
Il velivolo venne portato in volo per la prima volta il 17 dicembre 2004 ed esposto ai maggiori saloni aeronautici. Il buon consenso del pubblico è maturato nell'acquisizione di numerosi contratti attualmente in fase di produzione e consegna. Il primo AN-148 assemblato negli stabilimenti di Voronež volò per la prima volta il 19 luglio 2009.
Il primo An-148 ad entrare in servizio commerciale volò il 2 giugno 2009 per Aerosvit da Charkiv a Kiev. Il 21 dicembre 2009 entrò in servizio con Rossija Airlines tra San Pietroburgo e Mosca. Al 2 giugno 2010 Aerosvit ha operato i voli di linea con gli aerei An-148 principalmente sulle rotte internazionali verso paesi dell'Unione Europea trasportando circa 38 249 passeggeri, mentre Rossija Airlines si concentrò sull'attività di voli di linea sulle rotte nazionali trasportando 30 000 passeggeri in Russia.
Il 25 febbraio 2010 - la compagnia aerea ucraina Aerosvit ha effettuato il primo volo di linea internazionale del An-148 sulla rotta Kiev, Ucraina - Varsavia, Polonia. L'aereo Antonov An-148 ha completato con successo tutte le procedure di certificazione per la navigazione secondo i criteri P-RNAV dell'Unione europea negli aeroporti di Helsinki in Finlandia e di Bergen in Norvegia.
Il 28 aprile 2010 il primo prototipo del Antonov An-148 venne portato in volo per un'ora e cinquanta minuti alla base di Antonov a Kiev in Ucraina.
Il 14 ottobre 2010 la Rossija Airlines ha comunicato che 28 aeroporti russi sono stati certificati per l'atterraggio e decollo del nuovo An-148. Nel futuro è previsto l'ampliamento della rete degli aeroporti che possono gestire gli An-148 a 100 scali in tutta la Russia come prevede il programma dello sviluppo della rete degli aeroporti.
Il 24 dicembre 2010 la russa S7 Airlines, in collaborazione con Ilyushin Finance Co., ha installato nel proprio Centro di Formazione all'aeroporto di Mosca-Domodedovo un Flight Training Device di livello D con i sistemi di mobilità e di visualizzazione per la preparazione e la certificazione dei piloti per gli aerei Antonov An-148.
Il 20 marzo 2013 il primo Antonov An-158 di serie con la capacità di trasporto di 99 passeggeri si alzò in volo prima di consegna.Il 18 aprile 2013 il primo Antonov An-158 è stato consegnato alla Cubana de Aviación.
A marzo 2018 il Servizio Federale per la Supervisione dei Trasporti russo ha ordinato l'interdizione al volo in Russia per tutti gli An-148 come conseguenza dell'incidente dell'11 febbraio 2018. A maggio dello stesso anno Cubana lascia a terra i suoi sei An-158 come conseguenza di vari problemi tecnici, tra i quali vengono citati la carenza e inaffidabilità di componenti e algoritmi dei computer, difetti nel disegno e nella produzione, problemi rilevanti ai sistemi di controllo, cricche e temperature oltre il normale nei motori.
Il 17 ottobre 2018 ha effettuato il suo primo volo l'ultimo An-148 costruito su licenza in Russia; l'interruzione della produzione è attribuibile alle difficoltà nell'ottenere le componenti provenienti dall'Ucraina, come conseguenza della guerra del Donbass, che hanno comportato un ritardo nelle consegne e una diminuzione degli ordini.

## Tecnica

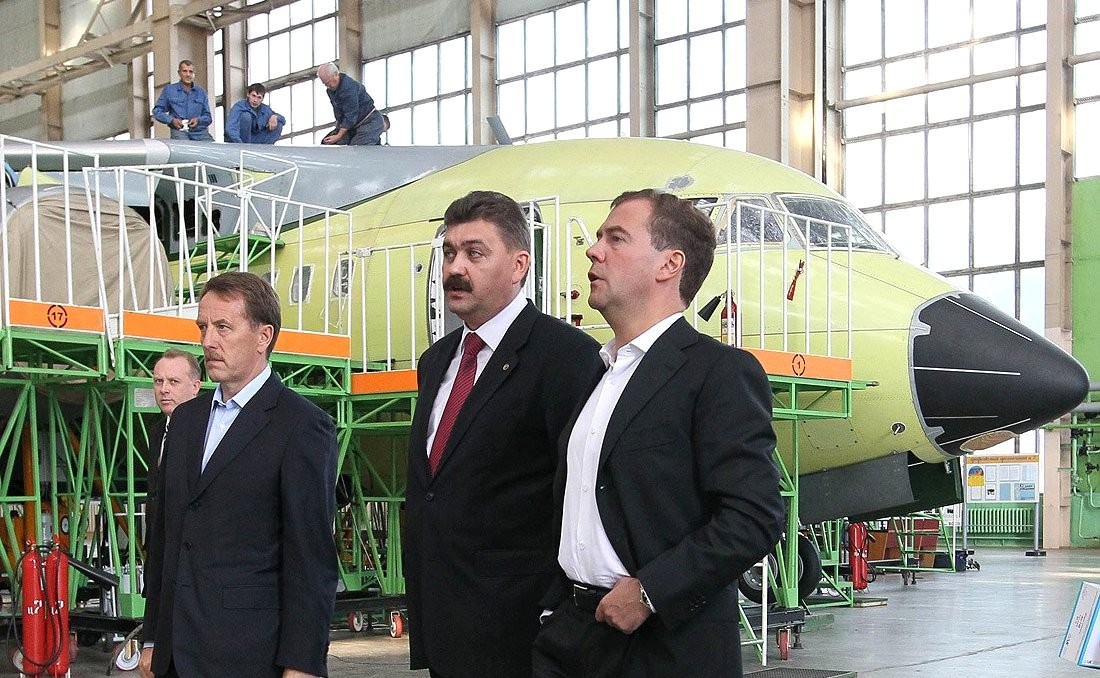
Il Presidente della Federazione Russa Dmitrij Anatol'evič Medvedev nella catena d'assemblaggio degli aerei An-148 negli uffici della russa VASO a Voronež nel 2010.

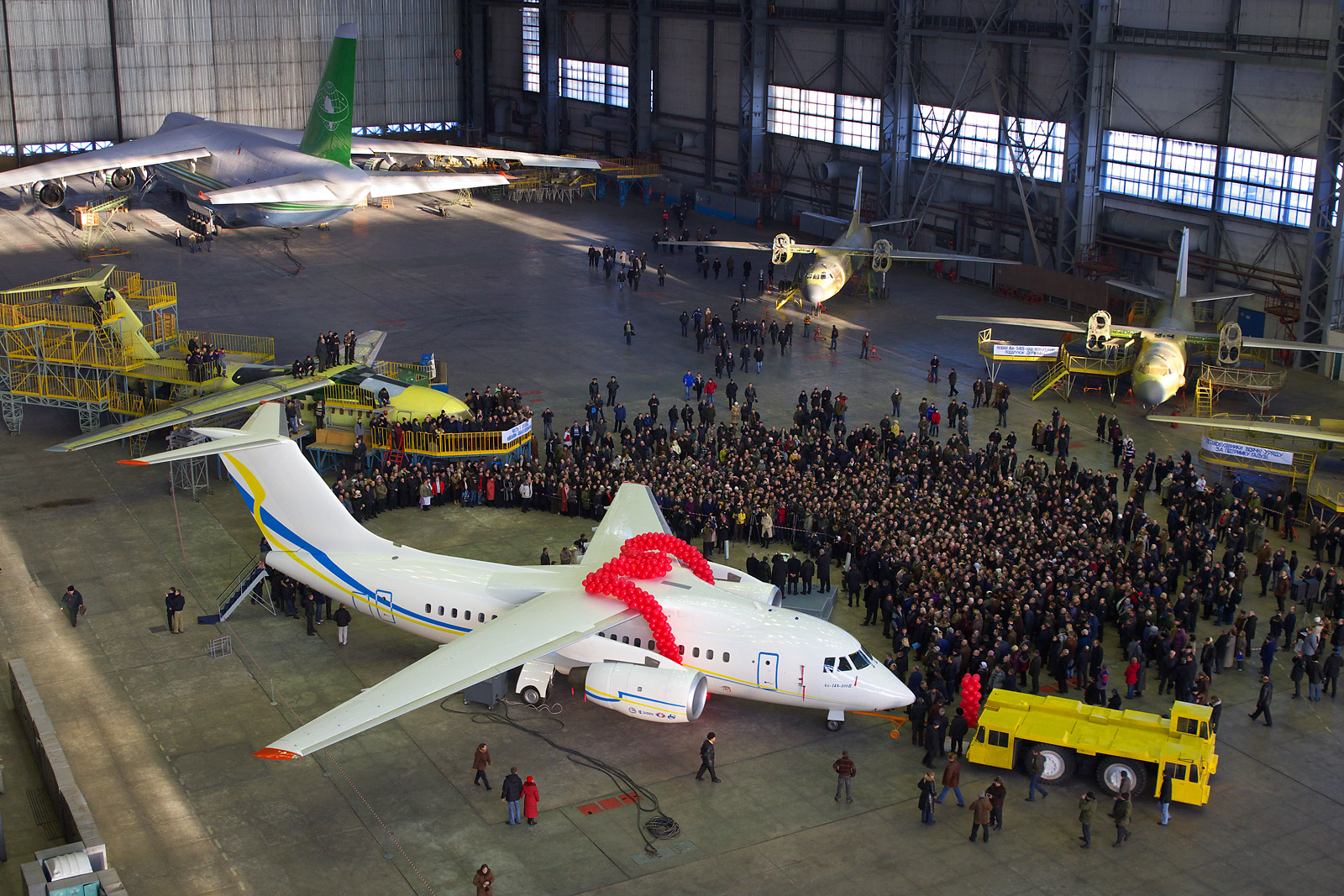
Il primo An-148-100B di serie, prodotto dalla ucraina AVIANT di Kiev.

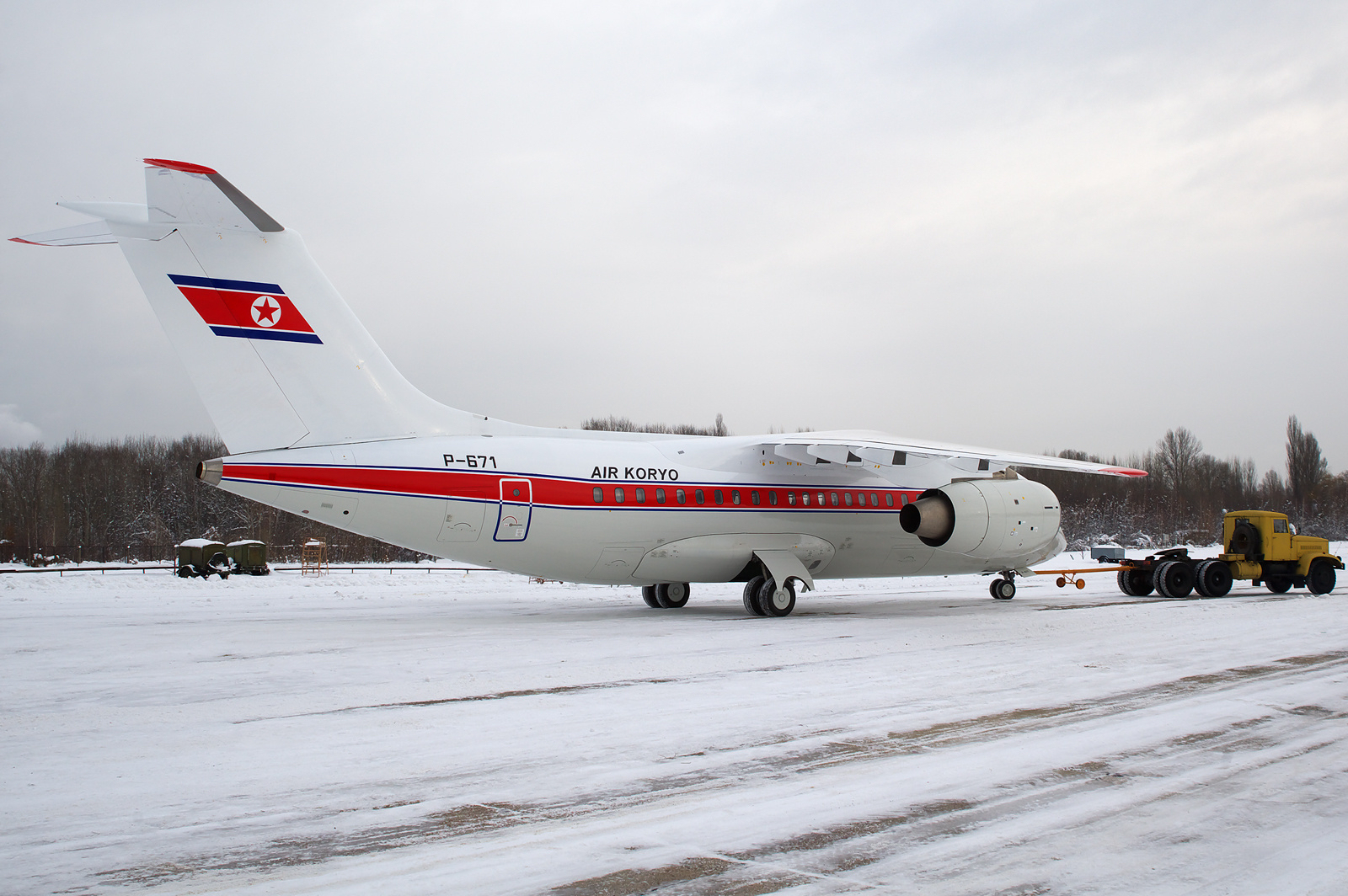
Il primo An-148-100B nella livrea della nord coreana Air Koryo.

L'Antonov 148 è stato sviluppato a partire dagli anni '90 dall'Antonov An-74TK-300 allungandone la fusoliera e ridisegnandone le ali e il muso.
L'aereo è stato designato per gli aeroporti regionali e per le piste aeroportuali non asfaltate, per questo motivo i propulsori del velivolo sono stati rialzati dalla superficie della terra per evitare la possibile ingestione di corpi estranei che si alzano dalla pista durante le fasi di atterraggio e decollo. La lunghezza di pista minima necessaria per l'atterraggio di un Antonov An-148 è di 1 070 m.
L'aereo è equipaggiato con un sistema fly-by-wire ed è dotato di glass cockpit, che gli consentono di operare con ogni tempo secondo le regole del volo a vista e le regole del volo strumentale anche su rotte trafficate. L'aereo è dotato di una propria scaletta retraibile.
L'aereo è stato progettato secondo le norme FAR-25, JAR-25 del capitolo IV della ICAO per la rumorosità e dell'allegato 16 libro II per le emissioni ambientali dei motori.
Il progetto è stato concepito e si realizza nel ambiente digitale CALS, CADDS-5 secondo i criteri ISO 9000/9001-2000.

## Varianti

### An-148-100
- An-148-100A - versione base per 75-80 passeggeri con raggio d'azione di 2 200 km
- An-148-100B - versione base per 75-80 passeggeri con raggio d'azione di 3 600 km
- An-148-100E - versione base per 75-80 passeggeri con raggio d'azione di 4 400 km
  - An-148-100E1 - versione base per 40-55 passeggeri con raggio d'azione di 6 000 – 7 000 km
  - An-148-100E2 - versione base per 10-30 passeggeri con raggio d'azione di 7 500 – 8 700 km
  - An-148-100EM - versione base convertibile per la Protezione Civile che permette sia l'evacuazione di persone dalle zone d'emergenza, sia il trasporto fino a 6 moduli ospedalieri d'emergenza nella configurazione cargo.[15]
- An-148T - versione cargo
- An-148VIP - versione VIP (conosciuta anche come Antonov An-168[16]) per 10-30 passeggeri con raggio d'azione di 8000 km

### An-148-200
- An-148-200A - versione base allungata rispetto al tipo originale per 86 passeggeri con raggio d'azione di 3 100 km.
- An-148-200B - versione base per 99 passeggeri con raggio d'azione di 2 500 km.[17]

### An-148-300
- An-148-300MP - versione militare di pattugliamento marittimo con possibilità di trasporto di 89 persone fino a 7 000 km[18]

### An-148SP
An-148SP o An-148 Special-purpose include:
- An-148C - versione cargo del An-148 (conosciuta anche come Antonov An-178[19]) con una fusoliera ampliata, col peso massimo al decollo aumentato rispetto al modello base disegnato principalmente per sostituire la flotta degli Antonov An-26 e Antonov An-32 in servizio nei paesi del Medio Oriente, in Russia, in Africa.[20]
- An-148CER - versione cargo per il lungo raggio (in inglese: CER - cargo extended range)
- An-148CP - versione mista cargo/passeggeri
- An-148A - versione ambulanza
- An-148M - versione monitoraggio (il laboratorio volante)

### An-158
Versione con fusoliera allungata di 1,7 metri per trasportare fino a 99 persone in classe singola, dotata di winglets e autonomia di 2 500 km.

## Utilizzatori
Gli utilizzatori di Antonov 148 nel 2020 sono:

### Civili
Russia
- Angara Airlines: 5 An-148-100E

 Ucraina

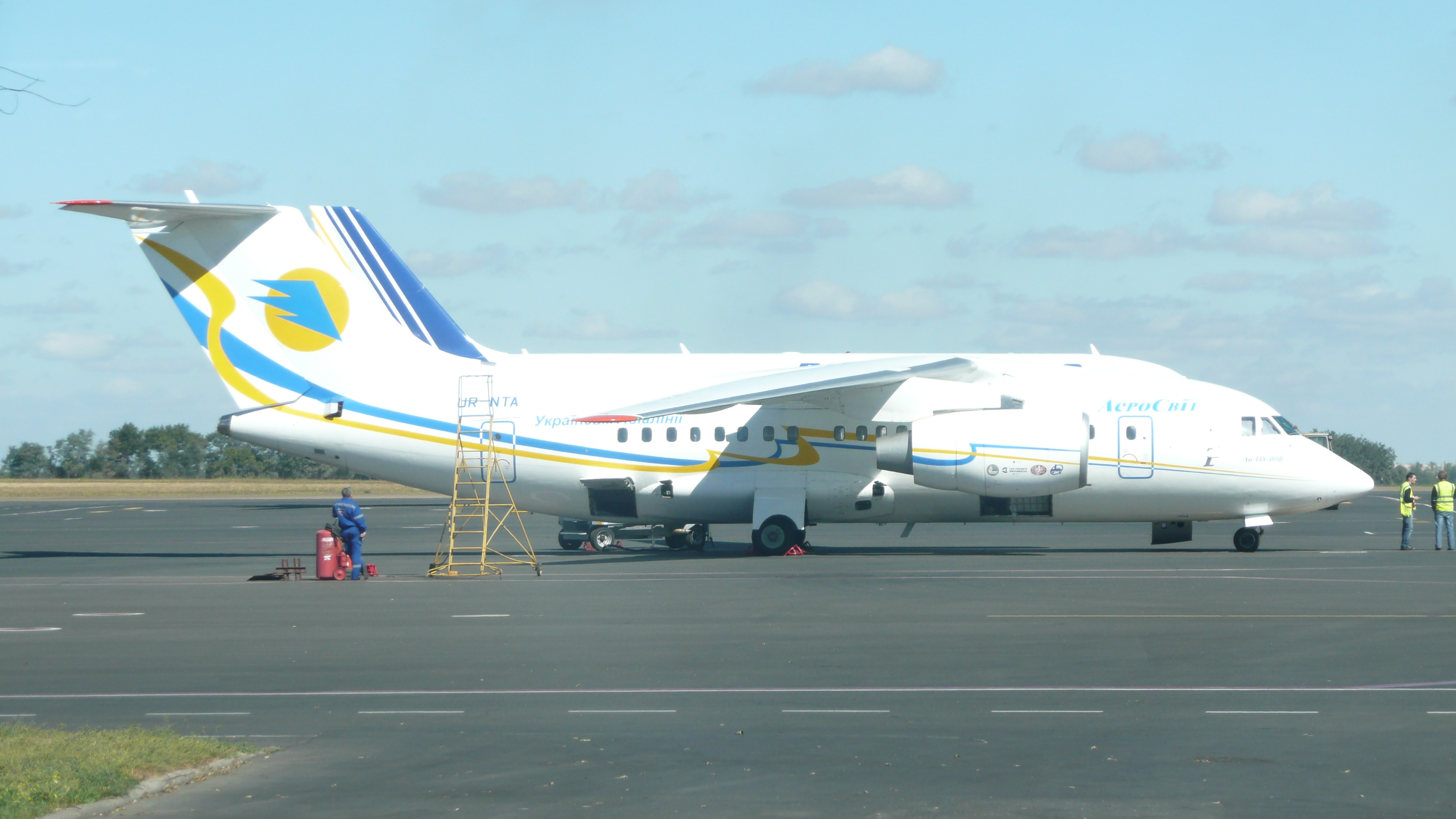
Antonov An-148-100A nella livrea della ucraina Aerosvit all'aeroporto di Donec'k.

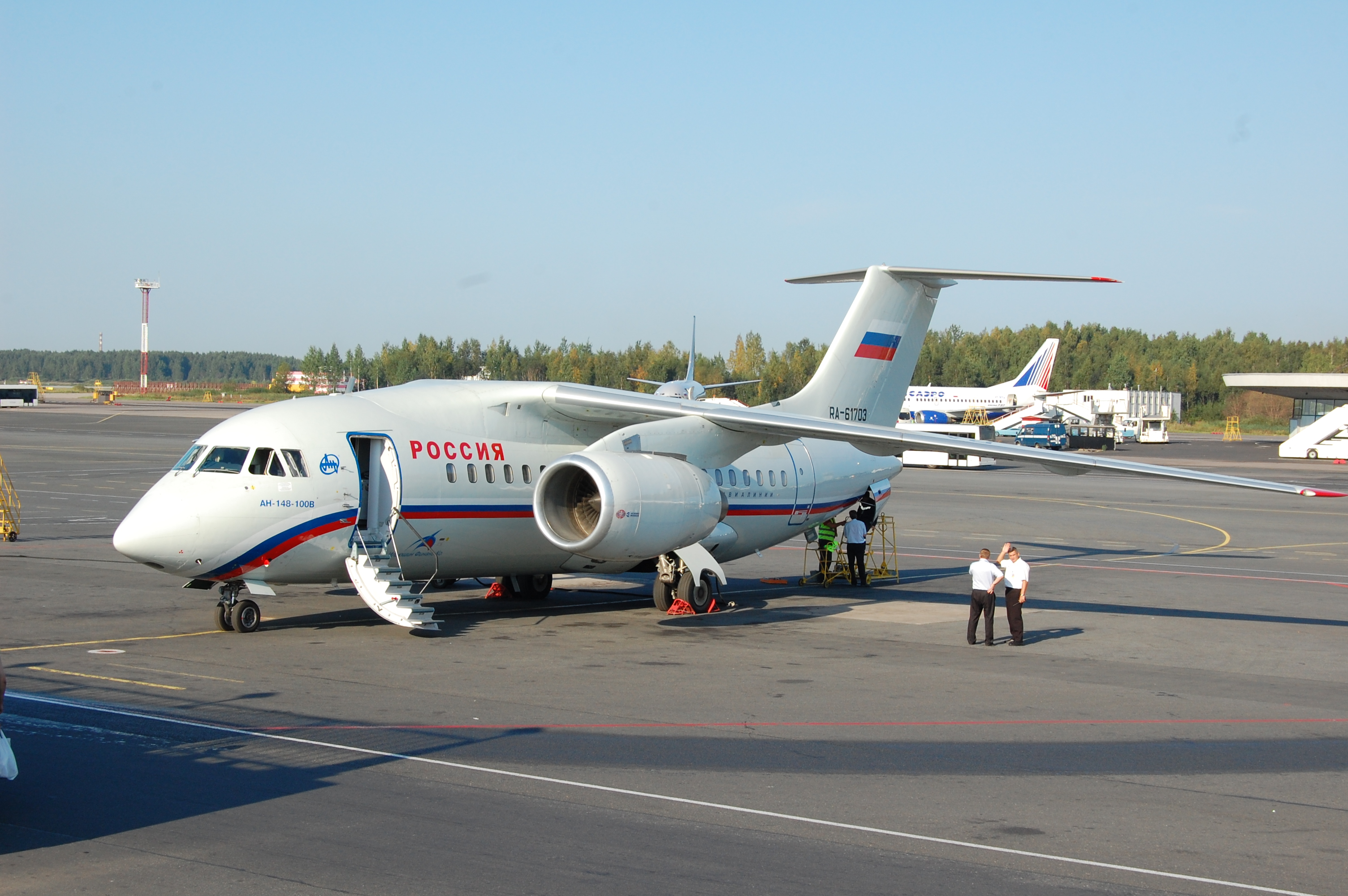
Antonov An-148-100B (RA-61703) della Rossija Airlines all'aeroporto di San Pietroburgo-Pulkovo nell'agosto 2010.

- Antonov Design Bureau: 2 An-148-100B, di cui un prototipo, entrambi fermi

 Corea del Nord
- Air Koryo: 2 An-148-100B

 Cuba
- Cubana de Aviación: 6 An-158

### Militari
Russia
- Forze aerospaziali russe: 15 An-148-100E

### Governativi
Russia
- Rossija Airlines: 6 An-148-100E
- Pograničnaja služba Rossii: 4 An-148-100E
- Ministero delle situazioni di emergenza: 2 An-148-100E

 Ucraina
- Governo ucraino: 1 An-148-100B

## Ordinazioni

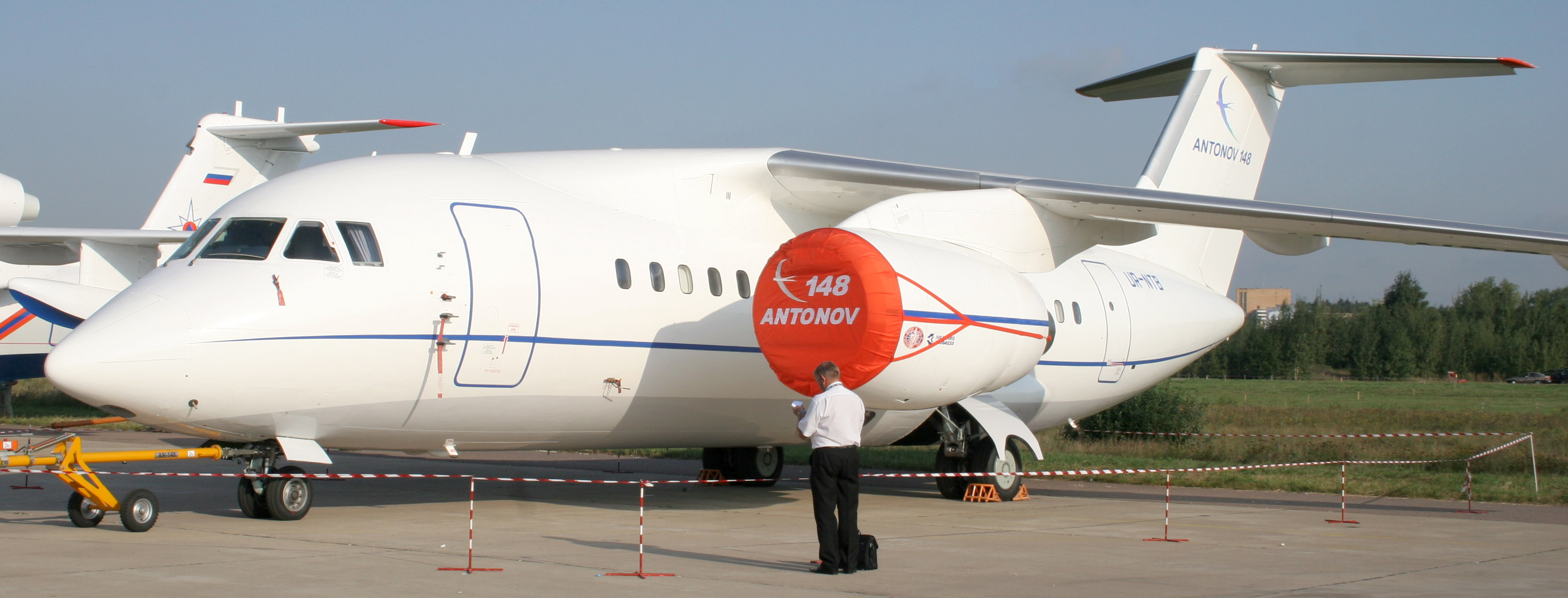
L'An-148 in mostra statica durante il Salone internazionale dell'aeronautica e dello spazio MAKS Airshow 2007.

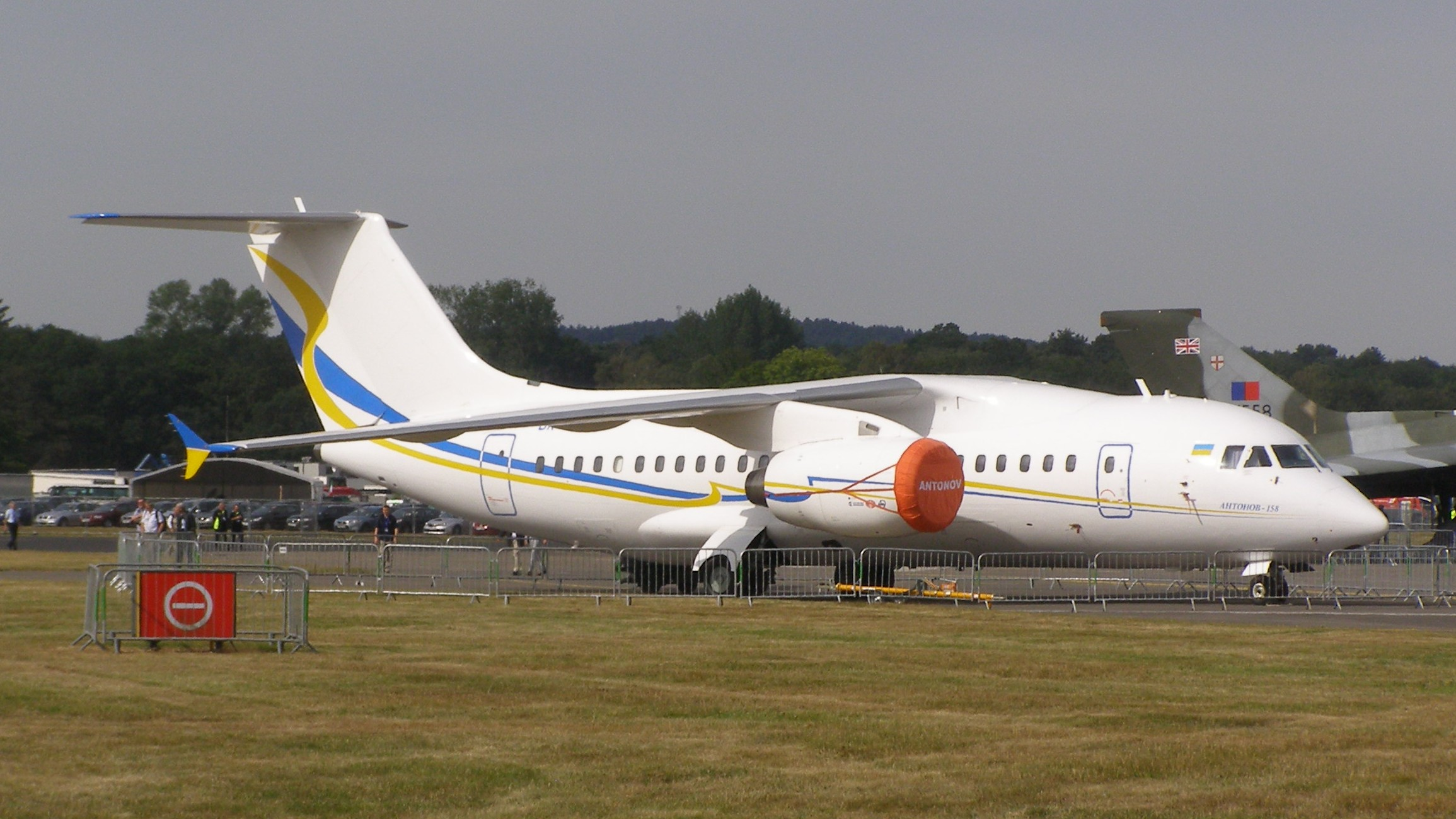
La presentazione del prototipo del An-158 durante la Farnborough Air Show nel luglio 2010.

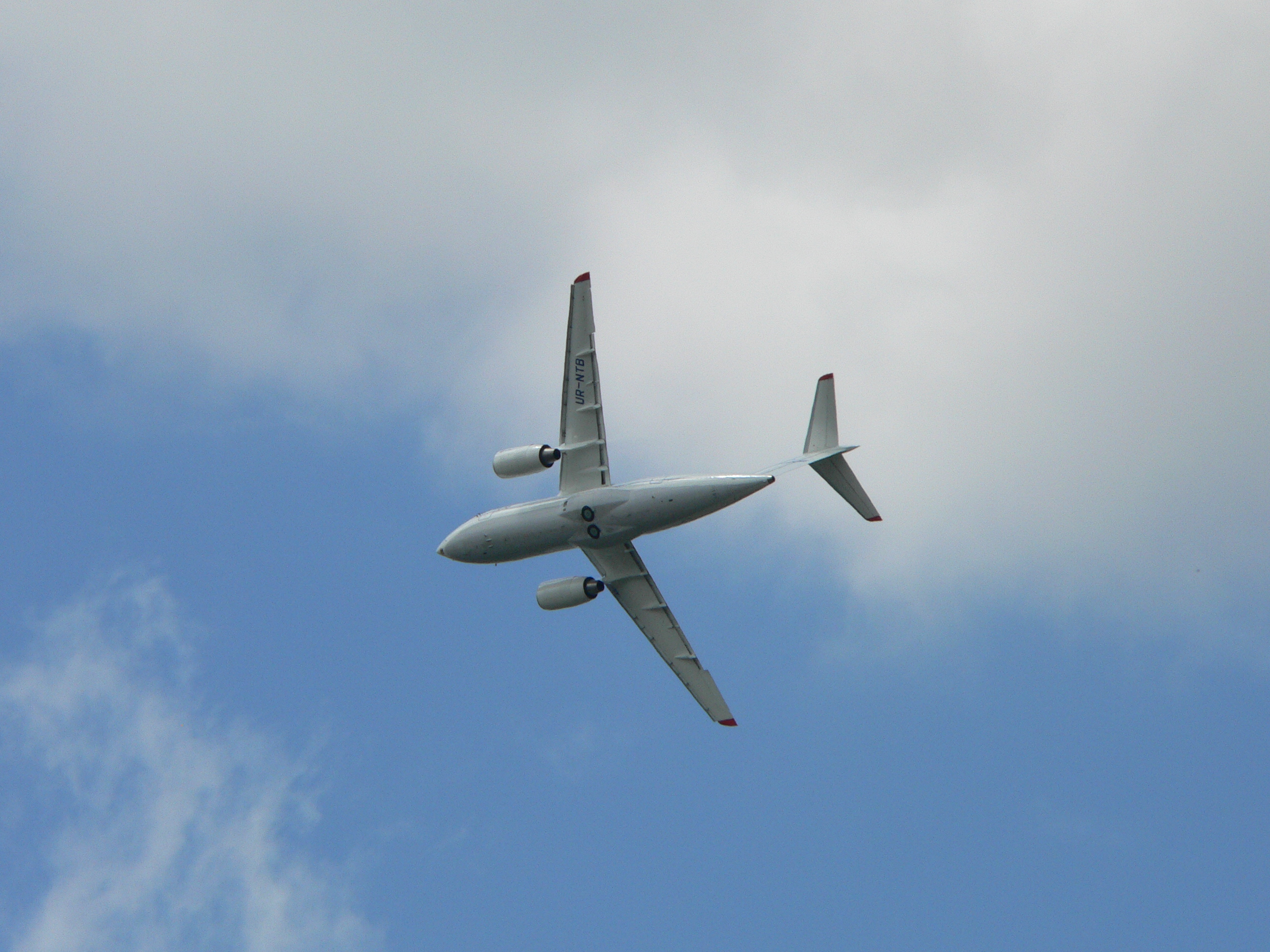
L'An-148 nel volo durante il Salone internazionale dell'aeronautica e dello spazio di Parigi-Le Bourget nel 2007.

Russia
- KrasAvia: 15

 Ucraina
- Air Urga: 2

## Dati tecnici
| Dati                            | 148-100A                      | 148-100B                      | 148-100E                      | 158                           |
| ------------------------------- | ----------------------------- | ----------------------------- | ----------------------------- | ----------------------------- |
| Equipaggio in cabina            | 2                             | 2                             | 2                             | 2                             |
| Capacità massima passeggeri     | 85                            | 85                            | 85                            | 99                            |
| Lunghezza totale                | 29,13 m                       | 29,13 m                       | 29,13 m                       | 30,83 m                       |
| Apertura alare                  | 28,91 m                       | 28,91 m                       | 28,91 m                       | 28,56 m                       |
| Superficie alare                | 87,32 m2                      | 87,32 m2                      | 87,32 m2                      | 87,32 m2                      |
| Altezza                         | 8,19 m                        | 8,19 m                        | 8,19 m                        | 8,20 m                        |
| Larghezza della cabina          | 3,15 m                        | 3,15 m                        | 3,15 m                        | 3,15 m                        |
| Altezza della cabina            | 2 m                           | 2 m                           | 2 m                           | 2 m                           |
| Peso massimo al decollo         | 38 950 kg                     | 41 950 kg                     | 43 700 kg                     | 43 700 kg                     |
| Peso massimo senza combustibile | 28 850 kg                     | 31 850 kg                     | 34 050 kg                     | 34 050 kg                     |
| Peso massimo all'atterraggio    | 30 000 kg                     | 33 000 kg                     | 36 050 kg                     | 36 050 kg                     |
| Carico utile massimo            | 9 000 kg                      | 9 000 kg                      | 9 000 kg                      | 5 000 kg                      |
| Capacità cargo                  | 14,6 m3                       | 14,6 m3                       | 14,6 m3                       | 19,6 m3                       |
| Quota di tangenza               | 12 200 m                      | 12 200 m                      | 12 200 m                      | 12 200 m                      |
| Velocità di crociera            | 820 km/h                      | 820 km/h                      | 820 km/h                      | 820 km/h                      |
| Velocità massima                | 870 km/h                      | 870 km/h                      | 870 km/h                      | 870 km/h                      |
| Autonomia                       | 2 200 km                      | 3 600 km                      | 4 400 km                      | 2 500 km                      |
| Motori                          | 2 turbofan Progress D-436-148 | 2 turbofan Progress D-436-148 | 2 turbofan Progress D-436-148 | 2 turbofan Progress D-436-148 |
| Spinta (x2)                     | 63 kN                         | 63 kN                         | 63 kN                         | 67 kN                         |

## Incidenti
- Il 5 marzo 2011 il secondo Antonov An-148-100E (61708) assemblato per l'Esercito della Birmania dalla russa VASO precipitò sul confine tra l'Oblast' di Belgorod e l'Oblast' di Voronež a 130 km dall'aeroporto di Voronež-Čertovickoe in Russia europea durante un volo d'addestramento. I due piloti birmani, i due piloti russi ed i due ingegneri della VASO a bordo del velivolo sono morti in seguito all'incidente. L'aereo prima dell'incidente aveva effettuato con successo il programma di 31 voli ed era stato preparato alla consegna all'utilizzatore finale.[25]
- L'11 febbraio 2018 il volo Saratov Airlines 703 operato con l'An-148-100B RA-61704 si è schiantato nei pressi di Mosca 5 minuti dopo il decollo dall'aeroporto di Domodedovo. Nessun sopravvissuto tra le 71 persone a bordo (65 passeggeri + 6 membri dell'equipaggio).[26]

## Velivoli comparabili
- ACAC ARJ21 Advanced Regional Jet
- Airbus A318
- BAe 146
- Boeing 737-500/-600
- Bombardier CRJ Series
- Embraer E-Jets
- Fairchild-Dornier 728 family
- Fokker F70
- Mitsubishi Regional Jet
- Sukhoi Superjet 100
- Tupolev Tu-334